# Synagoga w Łapach
Synagoga w Łapach – drewniana synagoga, która znajdowała się w Łapach przy ulicy Piwnej, w centrum dawnej dzielnicy żydowskiej.
Synagoga została zbudowana kilka lat przed I wojną światową. We wrześniu 1939 synagoga została doszczętnie zniszczona przez bombę. Po tym wydarzeniu urządzono nowy dom modlitwy w budynku przy ulicy Bronisława Pierackiego.
Drewniany budynek synagogi wzniesiono na planie prostokąta na murowanej podmurówce. Wewnątrz we wschodniej części znajdowała się główna sala modlitewna, do której wchodziło się przez przedsionek. W jej wnętrzu na ścianie wschodniej znajdował się bogato zdobiony Aron ha-kodesz, który prawdopodobnie pochodził ze starej synagogi w Surażu. Babiniec prawdopodobnie znajdował się na piętrze, nad przedsionkiem. Salę główną oświetlały wysokie, półokrągłe zakończone okna. Całość była nakryta dachem dwuspadowym z gontem.